# Nautilus (mollusque)
Pour les articles homonymes, voir Nautilus.
Genre
Le genre Nautilus désigne des céphalopodes marins qui sont souvent dénommés sous le nom de nautiles. La sous-classe des Nautiloidea comprend les nautiles au sens large, dont les genres Nautilus et Allonautilus (en) sont les seuls représentants vivants à ce jour, les autres sous-classes comme les ammonites étant éteintes.
Les espèces de ce genre sont dites fossiles vivants, dénomination qui a davantage un sens historique et journalistique que scientifique. En fait, il vaut mieux parler de taxon panchronique qui a traversé les temps géologiques sans grands changements morphologiques apparents.

## Description et caractéristiques
Leurs nombreux tentacules (environ 90) ne comportent pas de ventouses. Leur coquille est développée et enroulée vers l'avant, en forme de spirale. L'intérieur est cloisonné en différentes loges. Le corps du nautile occupe la dernière loge, qui est la plus grande. Un siphon traverse les cloisons. Les loges que n'occupe pas l'animal contiennent un mélange de gaz et de liquide. Ces loges peuvent être remplies et vidées afin de modifier la flottabilité de l'animal, lui permettant de plonger ou de faire surface à la demande tout comme les water-ballasts d'un sous-marin. Cette étonnante caractéristique inspira l'inventeur Robert Fulton qui nomma son sous-marin expérimental, le Nautilus, construit à la demande du Premier consul Bonaparte. Ces animaux possèdent 4 branchies (2 à droite et 2 à gauche). Ils se déplacent par propulsion en projetant de l'eau via un siphon. Ils peuvent également ramper lorsqu'ils se trouvent sur un sol solide.
Leurs yeux sont constitués de simples « chambres noires » ouvertes par une pupille étroite. Chaque œil est équipé de deux tentacules ophtalmiques.
Ces animaux font partie d'un groupe panchronique depuis l'Ordovicien.

## Espèces du genreNautilus
Selon World Register of Marine Species (26 janvier 2023) :

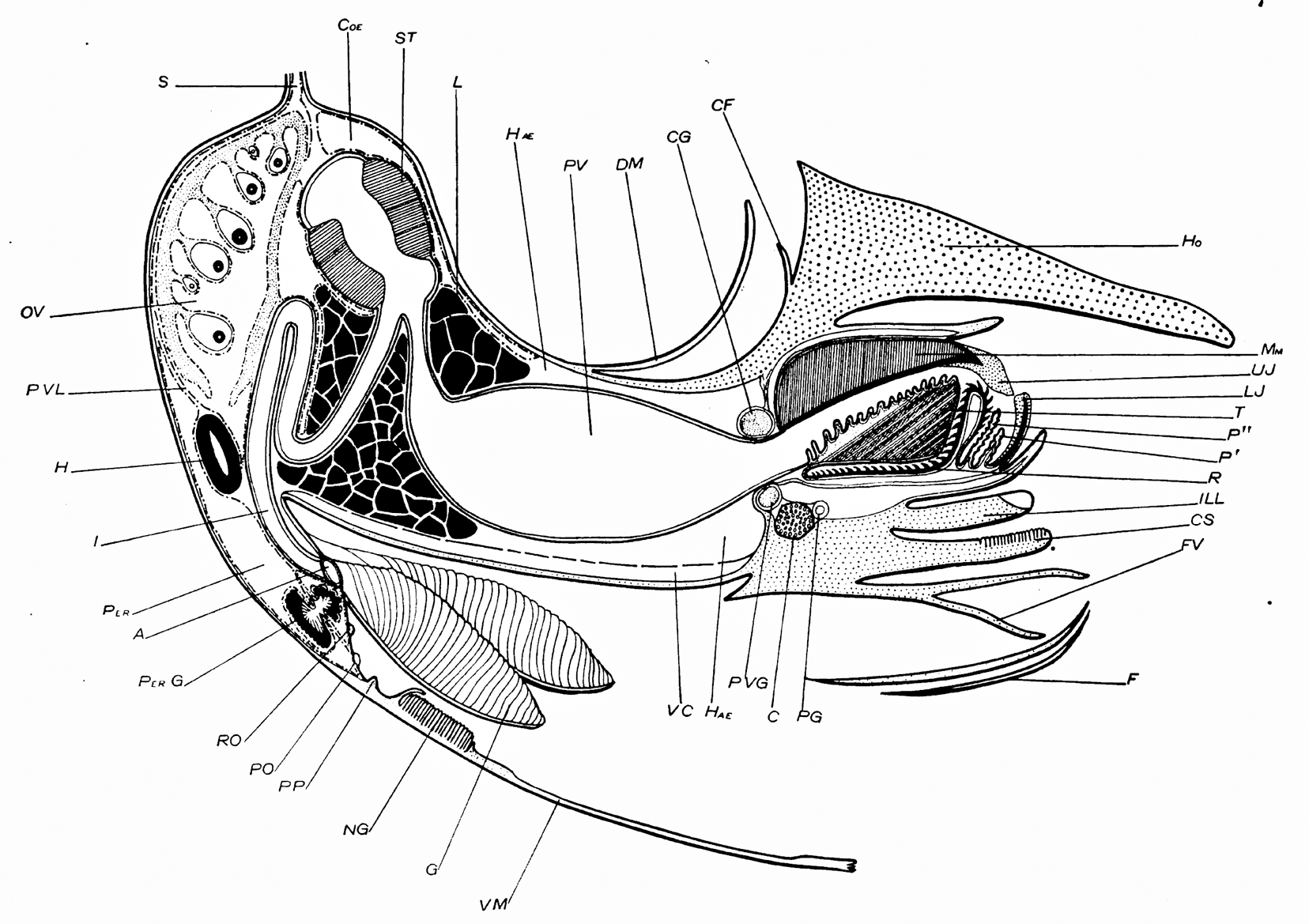
Coupe schématique longitudinale d'un Nautilus pompilius femelle.

- Nautilus belauensis Saunders, 1981 -- Palau
- Nautilus macromphalus G.B. Sowerby II, 1849 -- Nouvelle-Calédonie
- Nautilus pompilius Linnaeus, 1758 -- Région indonésienne (le plus grand et plus largement réparti)
- Nautilus samoaensis Barord, Combosch, Giribet, Landman, Lemer, Veloso & Ward, 2023[3]—Samoa
- Nautilus stenomphalus G.B. Sowerby II, 1849 -- Grande Barrière de Corail
- Nautilus vanuatuensis Barord, Combosch, Giribet, Landman, Lemer, Veloso & Ward, 2023[3]—Vanuatu
- Nautilus vitiensis Barord, Combosch, Giribet, Landman, Lemer, Veloso & Ward, 2023[3]—Fiji

Selon l'exposition de la Galerie de Paléontologie et d'Anatomie comparée du jardin des plantes :
- Nautilus toarcensis d'orbigny, -- Salins (Jura)

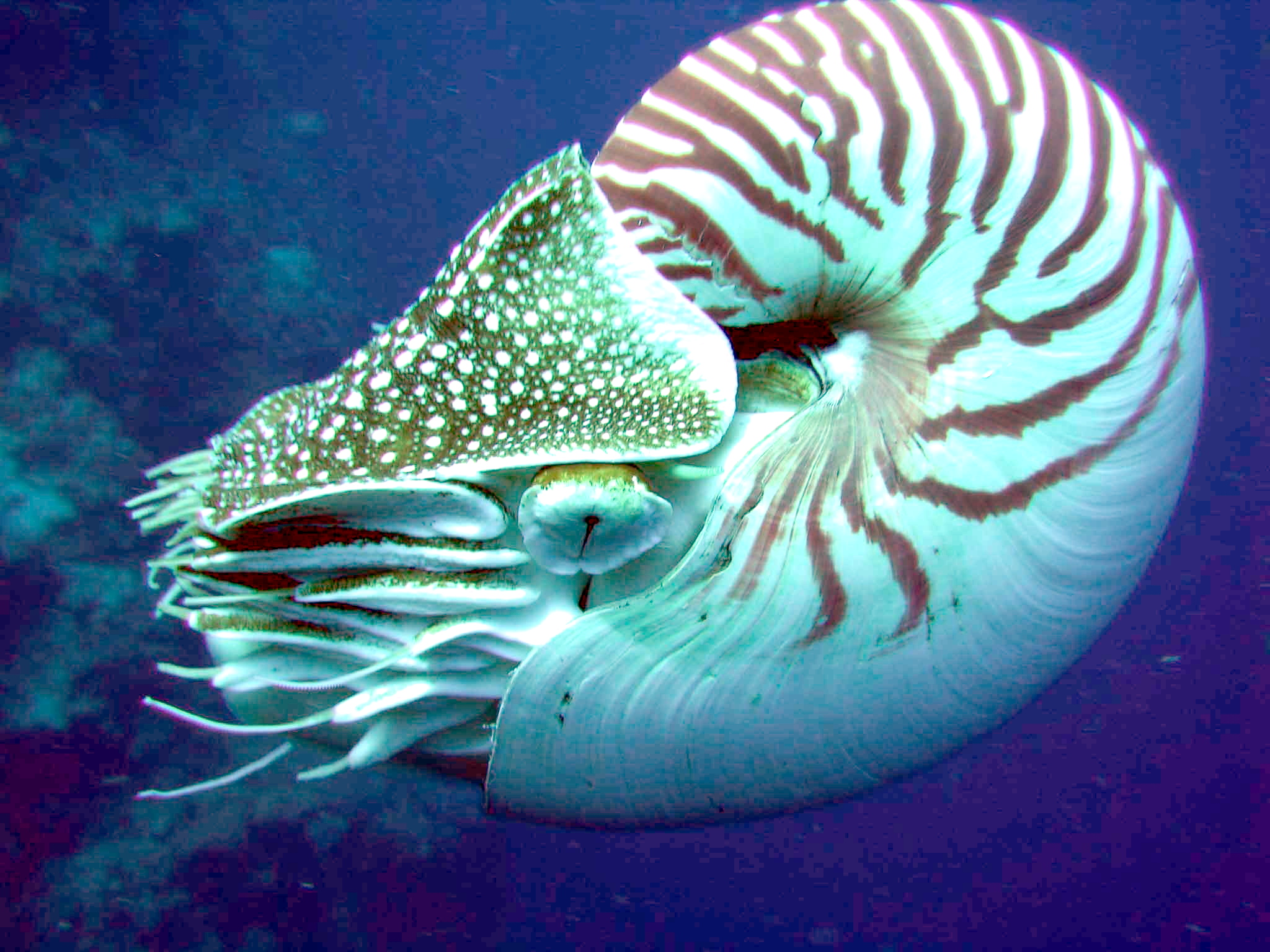
Nautilus belauensis
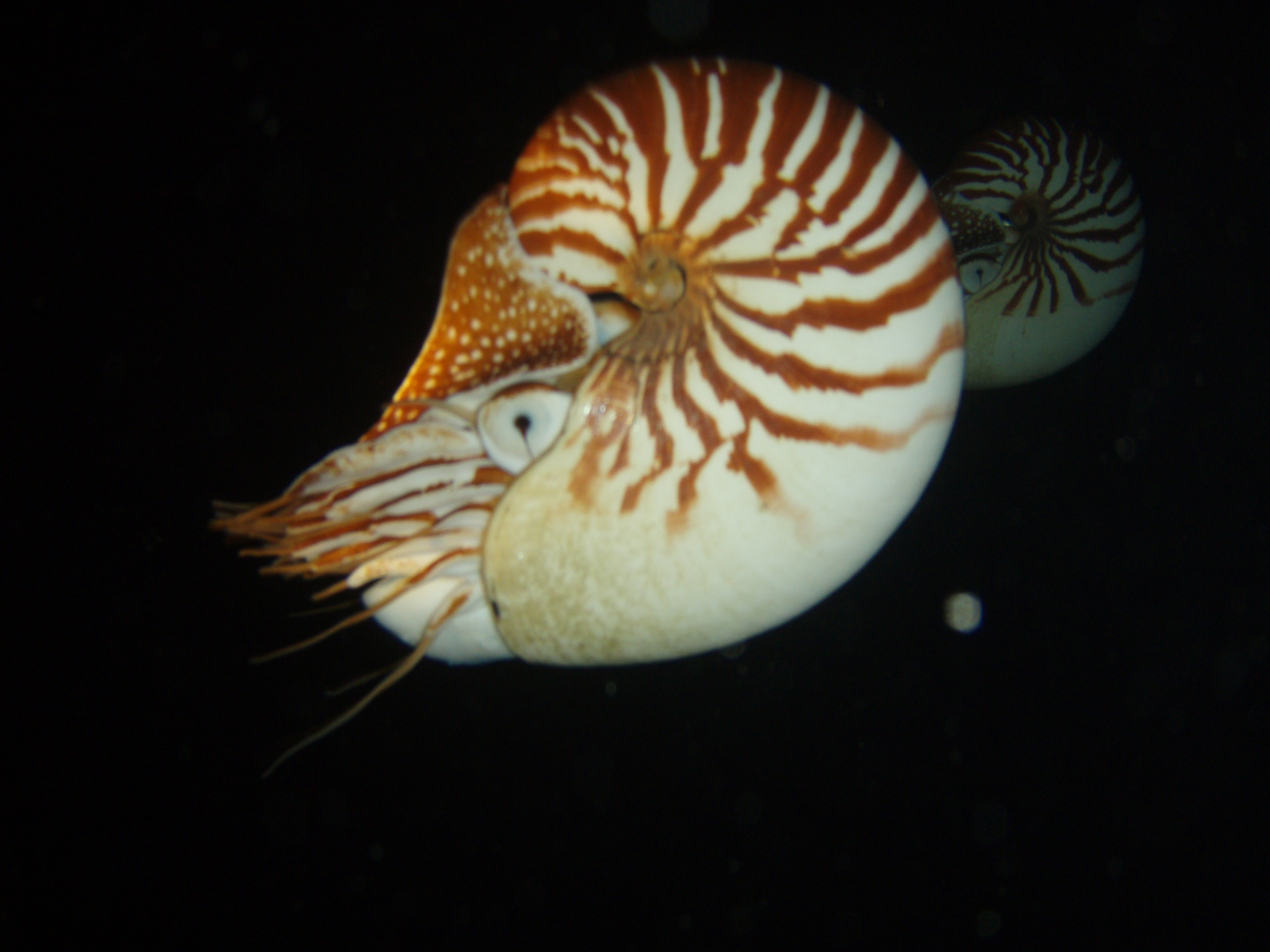
Nautilus macromphalus
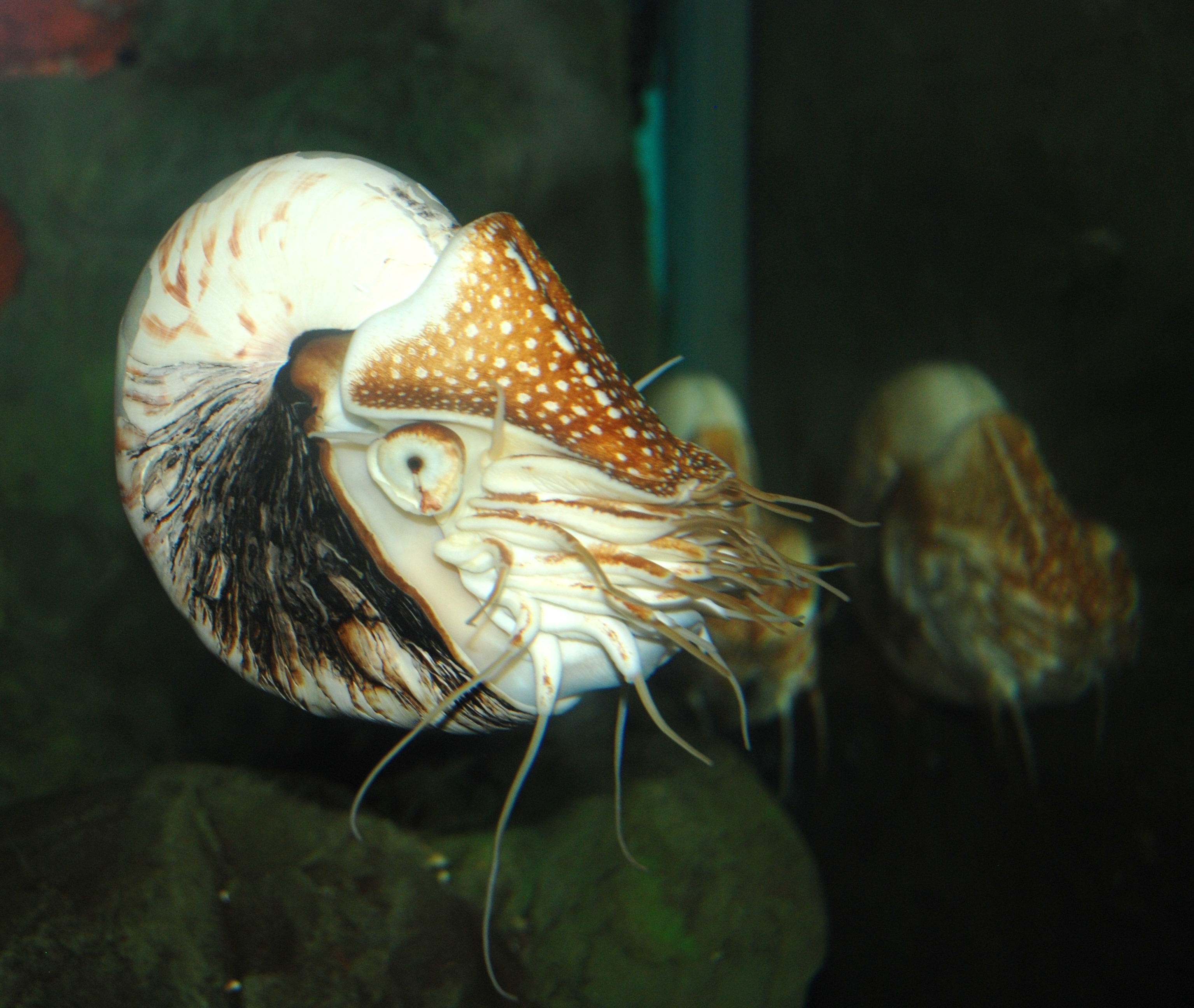
Nautilus pompilius
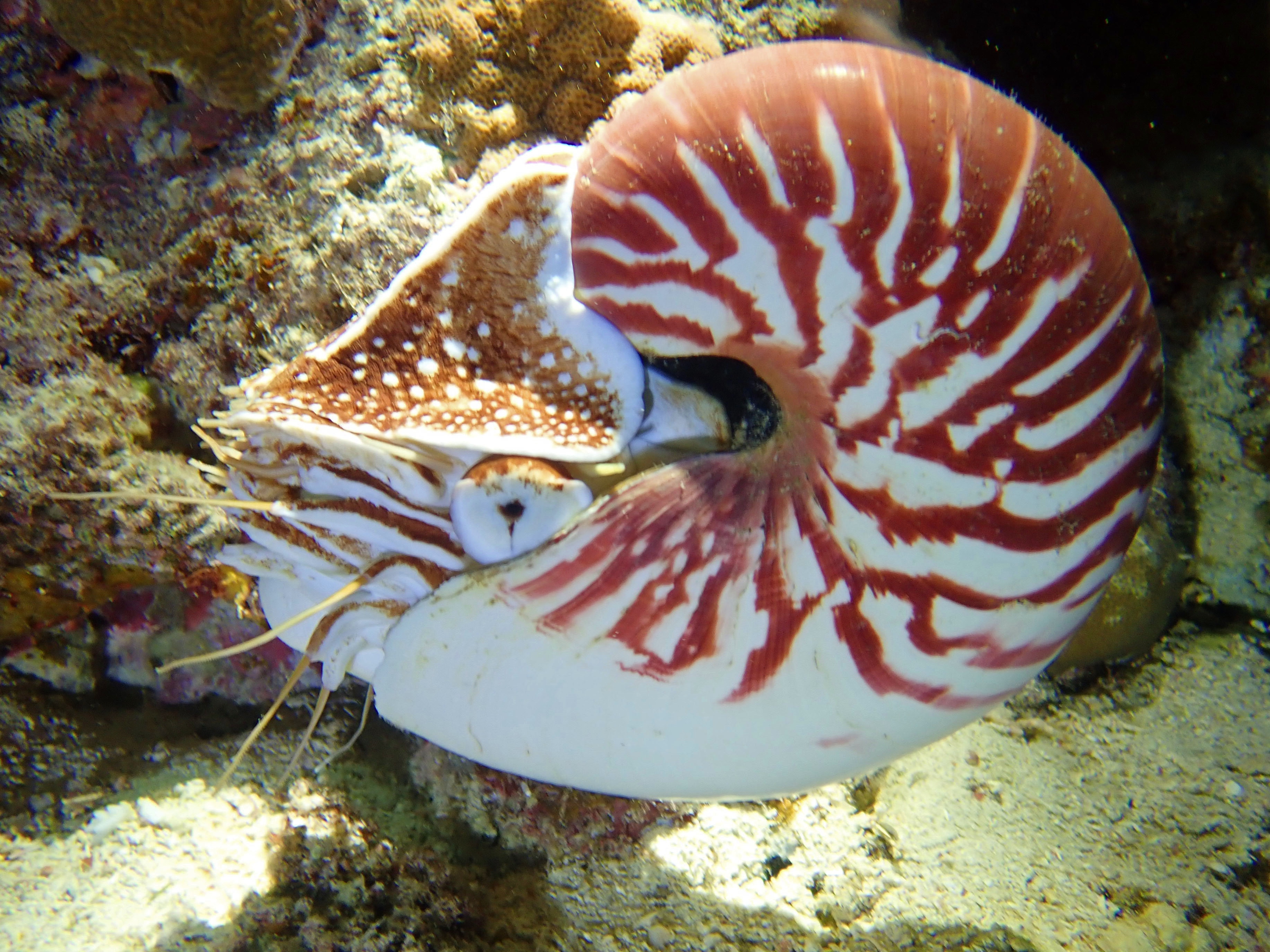
Nautilus vanuatuensis

## Les nautiles et les Hommes

### Les nautiles en art

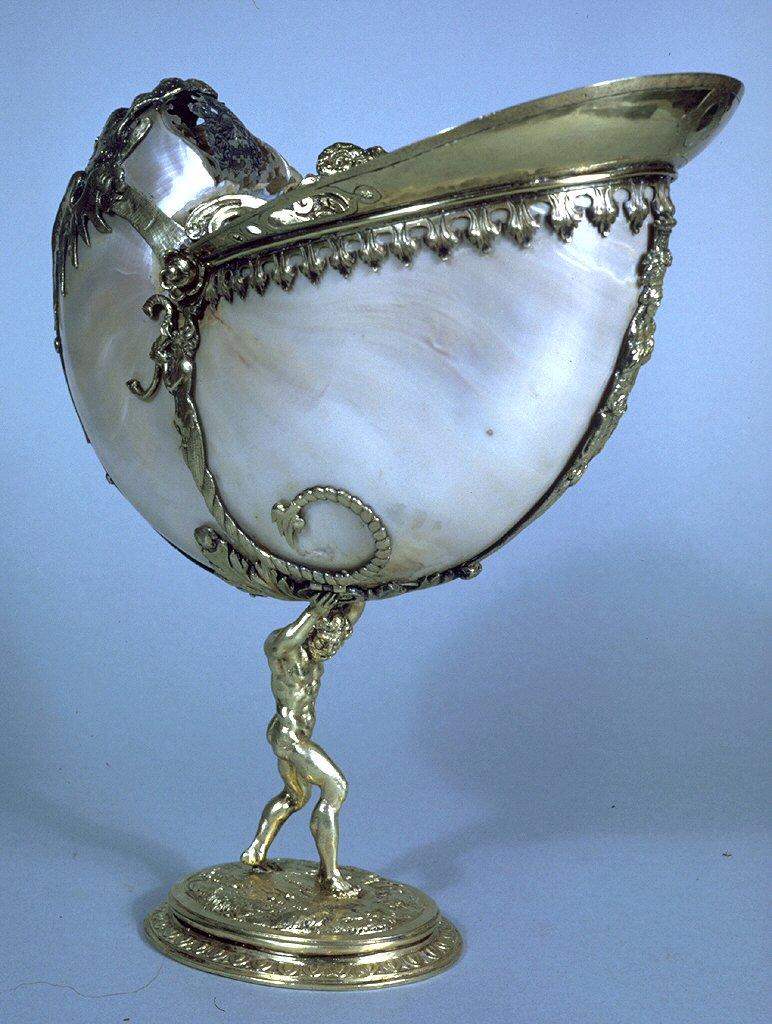
Exemple d'un gobelet néerlandais, de 1630.

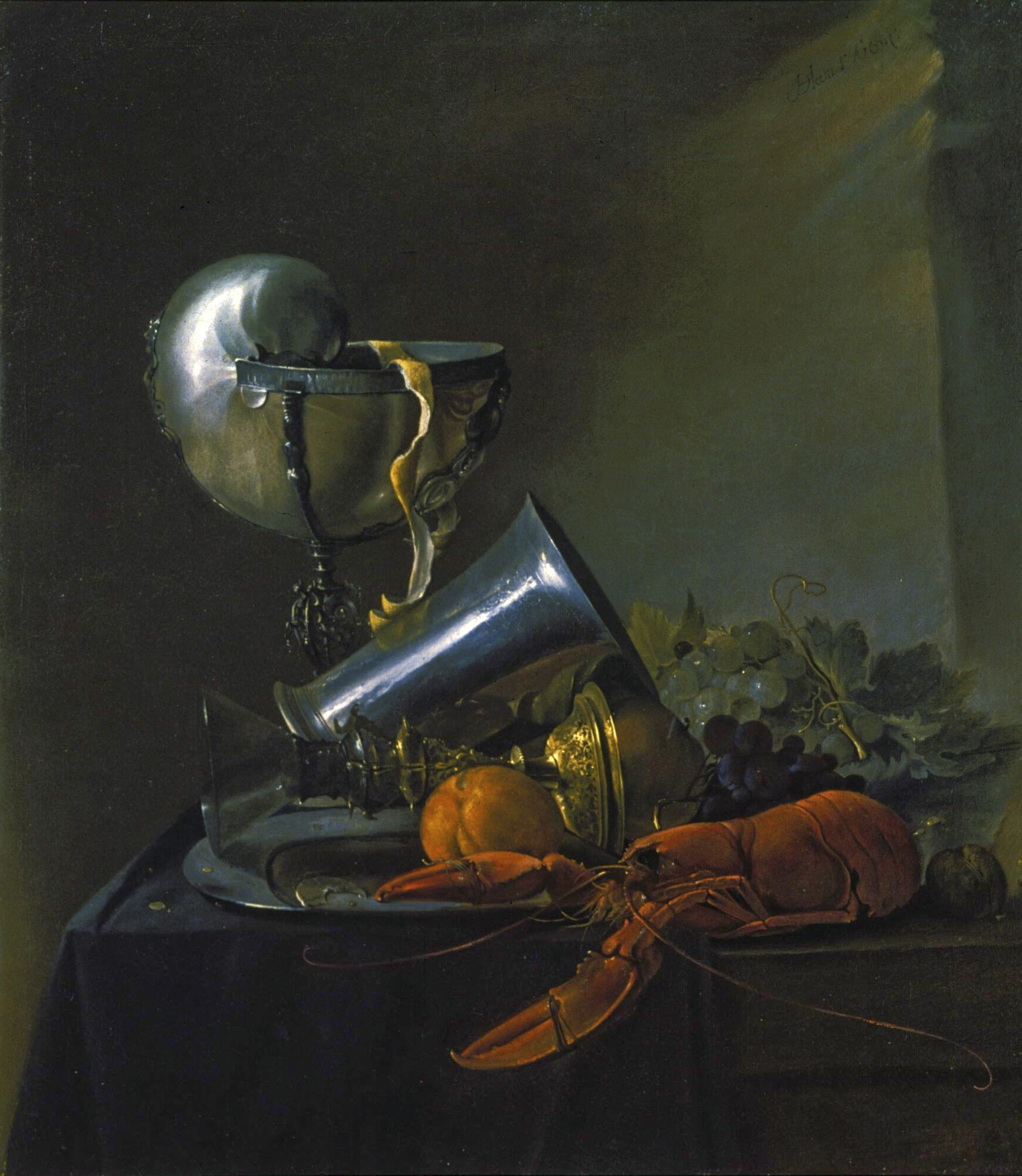
Nature morte avec un gobelet de nautile.

Dès le XVIe siècle, des coquilles de nautiles du Pacifique occidental ont été très prisées par les collectionneurs et, en conséquence, sont souvent très richement montées. Souvent, la couche externe de la coquille sera dépouillée afin de révéler la surface nacrée située dessous. Les meilleurs artisans les transforment en objets d'art.
Dans leur état naturel ou travaillés par des orfèvres, des coquilles de nautiles se retrouvèrent ainsi souvent dans les « cabinets de curiosités » qui contenaient les collections des riches intellectuels du siècle des Lumières. Des tasses en nautile ont été particulièrement populaires en Allemagne et aux Pays-Bas, d'où ils sont passés progressivement à la mode en Angleterre.
Les escargots de mer étaient populaires pour deux raisons. Premièrement, les possibilités d'accès au matériau grâce au commerce mondial et deuxièmement, l'exploration de la nature. Au XVIIe siècle, les coquilles de nautile ont été luxueusement incorporées par les orfèvres. Bien que les coquilles de nautile aient été conçues dans toute l'Europe, elles étaient le plus souvent fabriquées aux Pays-Bas. C'était le cas parce que ce pays était à cette époque le centre du commerce maritime mondial. Ainsi, pendant l'âge d'or hollandais, les artisans néerlandais en particulier ont été parfaitement entraînés à la transformation de la coquille de nautile. Ces œuvres d'art étaient souvent inspirées par la mer et ses légendes fantastiques. Présentées en forme de coupe, elles étaient surtout populaires lors des banquets royaux. C'est une des raisons pour lesquelles on reconnaît souvent les coupes de nautiles sur les tables luxueuses dans les natures mortes du Siècle d'or hollandais. Ainsi, au fil des siècles, le nautile s'est fait une réputation dans les œuvres d'art.

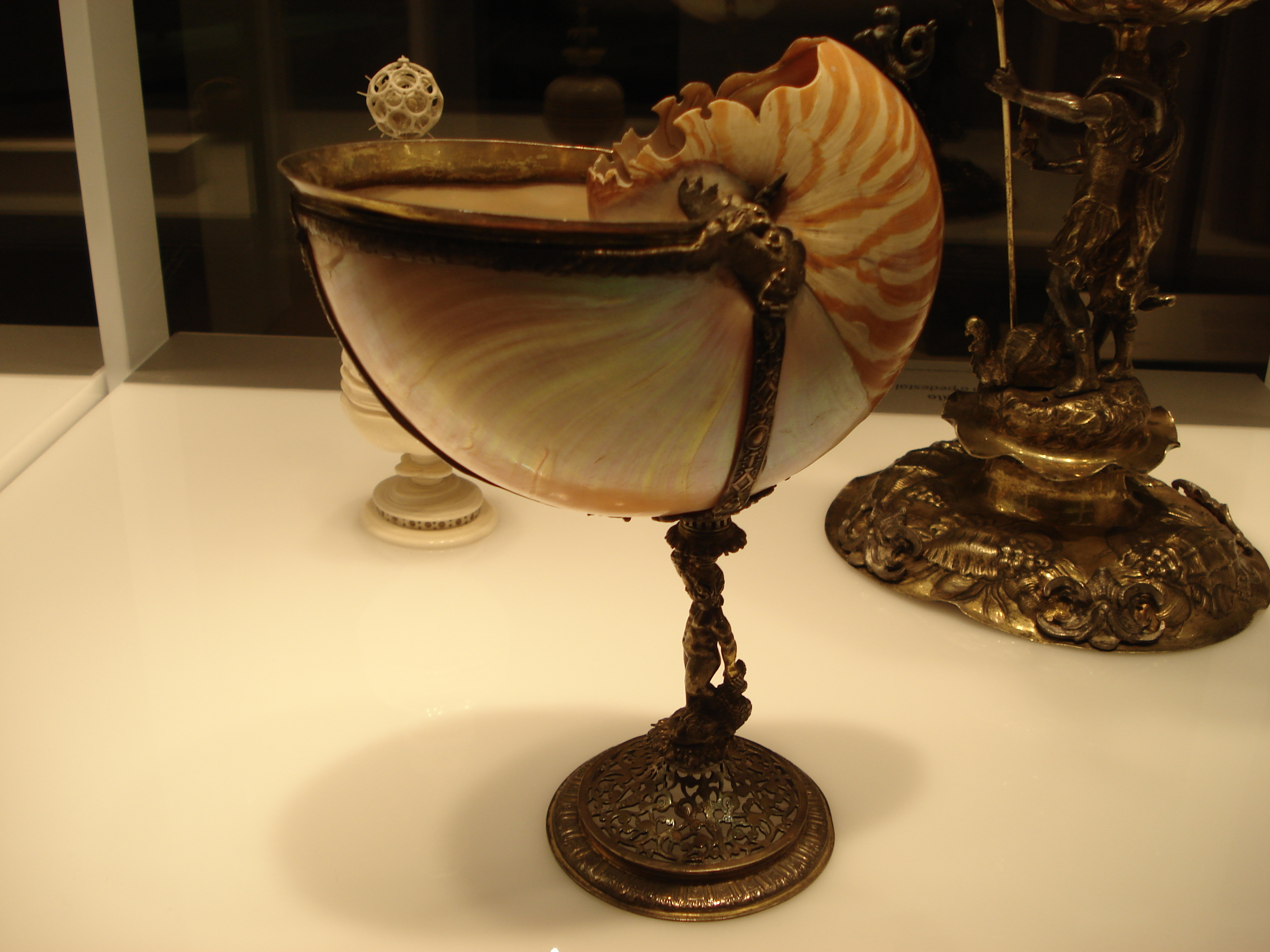
Coupe germanique du XVIe siècle.
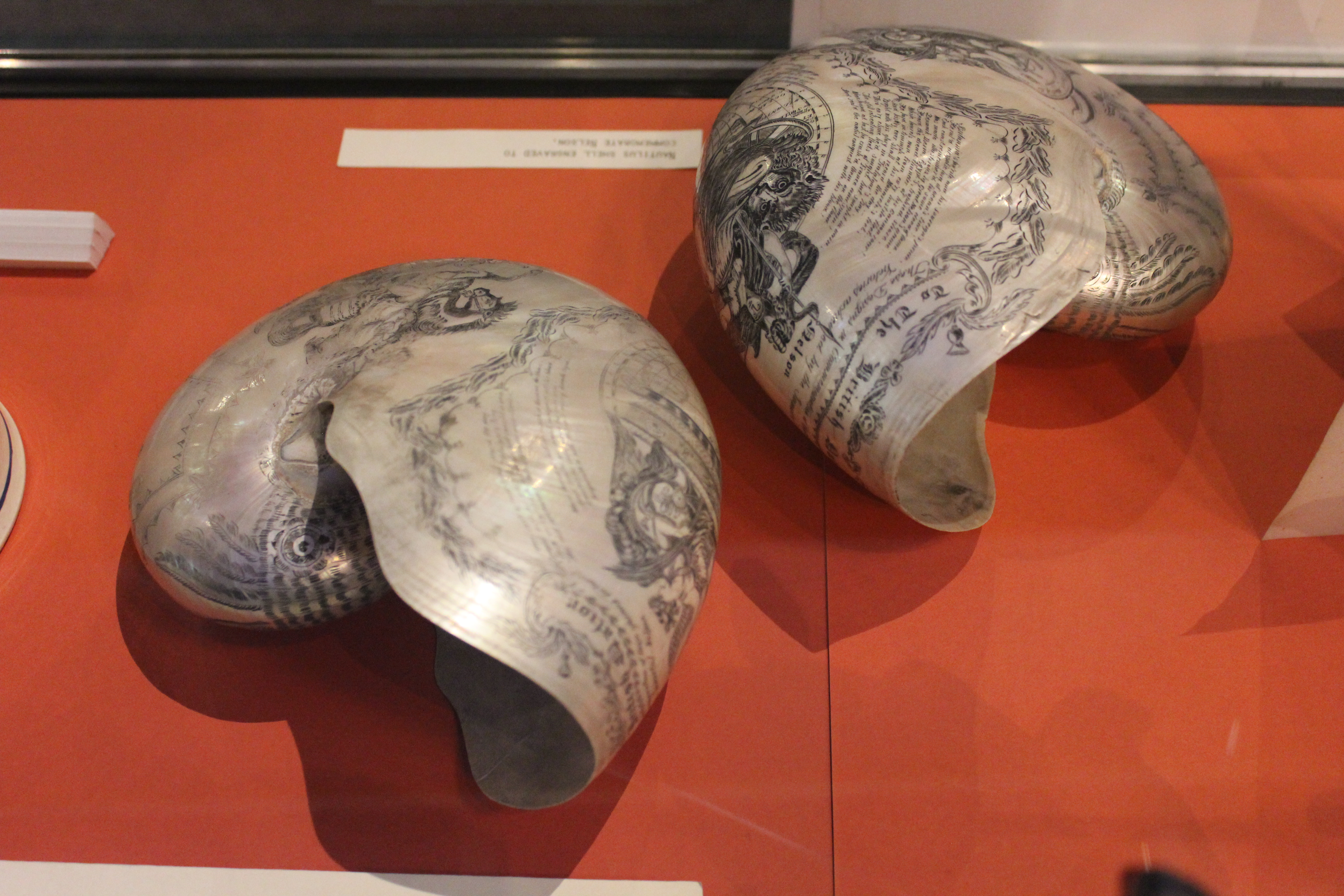
Coquilles gravées.

### Philatélie
Ce coquillage figure sur une émission de la poste aérienne de la Nouvelle-Calédonie de 1962 (valeur faciale : 20 F).

### En littérature
Le sous-marin du Capitaine Nemo dans le roman 20 000 lieues sous les mers de Jules Verne s'appelle le Nautilus, en référence à cet animal, et également au tout premier Nautilus, datant de 1800, un sous-marin expérimental propulsé à la voile en surface proposé par Robert Fulton à Napoléon Bonaparte pour forcer le blocus continental des navires britanniques peu après la Révolution française. Dans la correspondance entre Fulton, Bonaparte et le ministre de la Marine Denis Decrès on trouve diverses orthographes : Nautilus, Nautile, Nautule  et Nautulus

### Au cinéma
Le collier de la sorcière Ursula dans Ariel La Petite Sirène, long-métrage d'animation Disney, est un Nautilus. Elle l'utilise pour tromper le prince Eric avec la voix d'Ariel prisonnière dedans. Il est brisé à la fin du film et Ariel retrouve sa voix.

## Images radiographiques

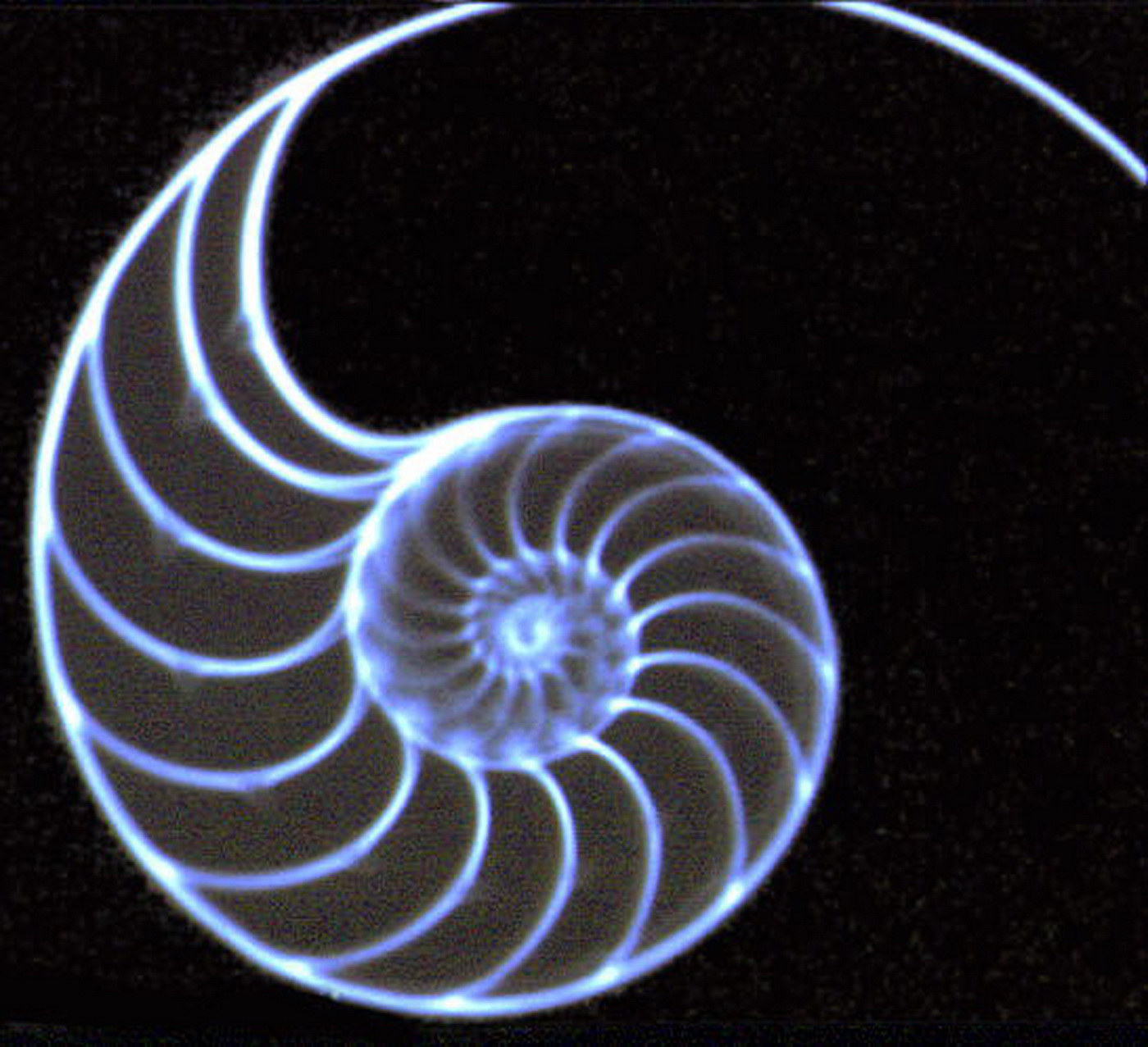
Image radiographique de nautile en agrandissement direct (foyer de 0,1mm) : profil.
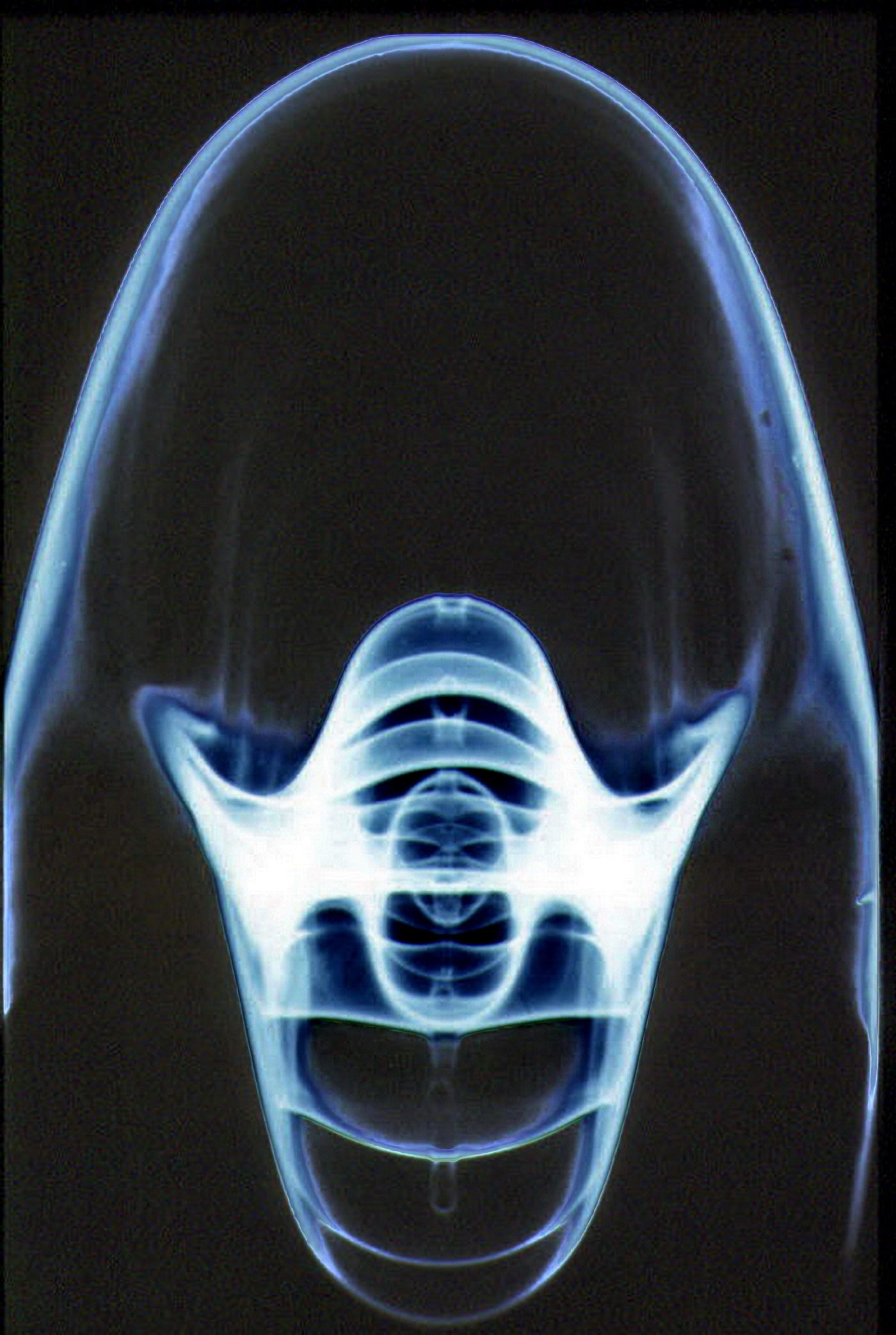
Image radiographique de nautile en agrandissement direct (foyer de 0,1mm) : axial.
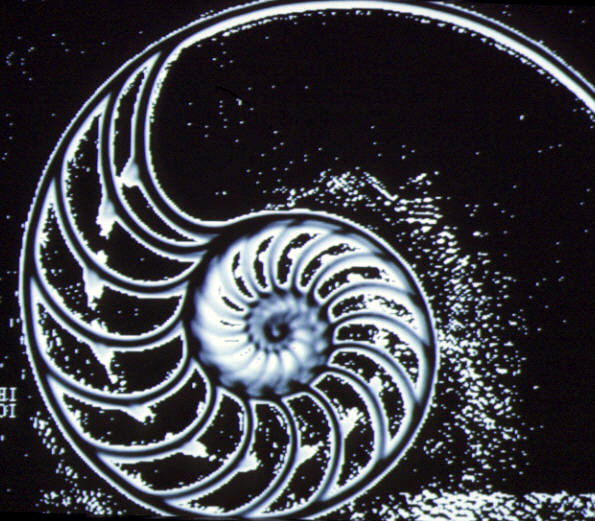
Image de nautile de profil en scanographie (Scanner par tomodensitométrie[8]).
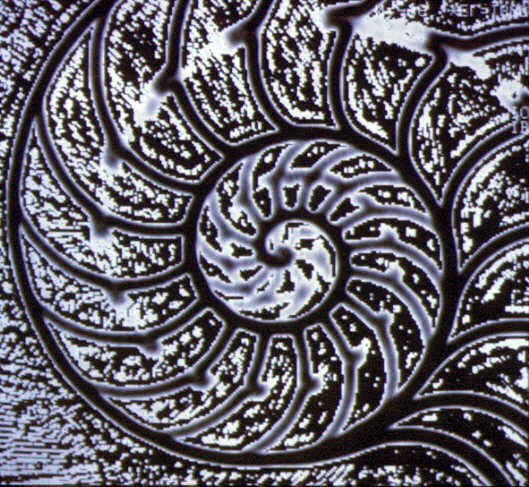
Image de nautile de profil en scanographie.
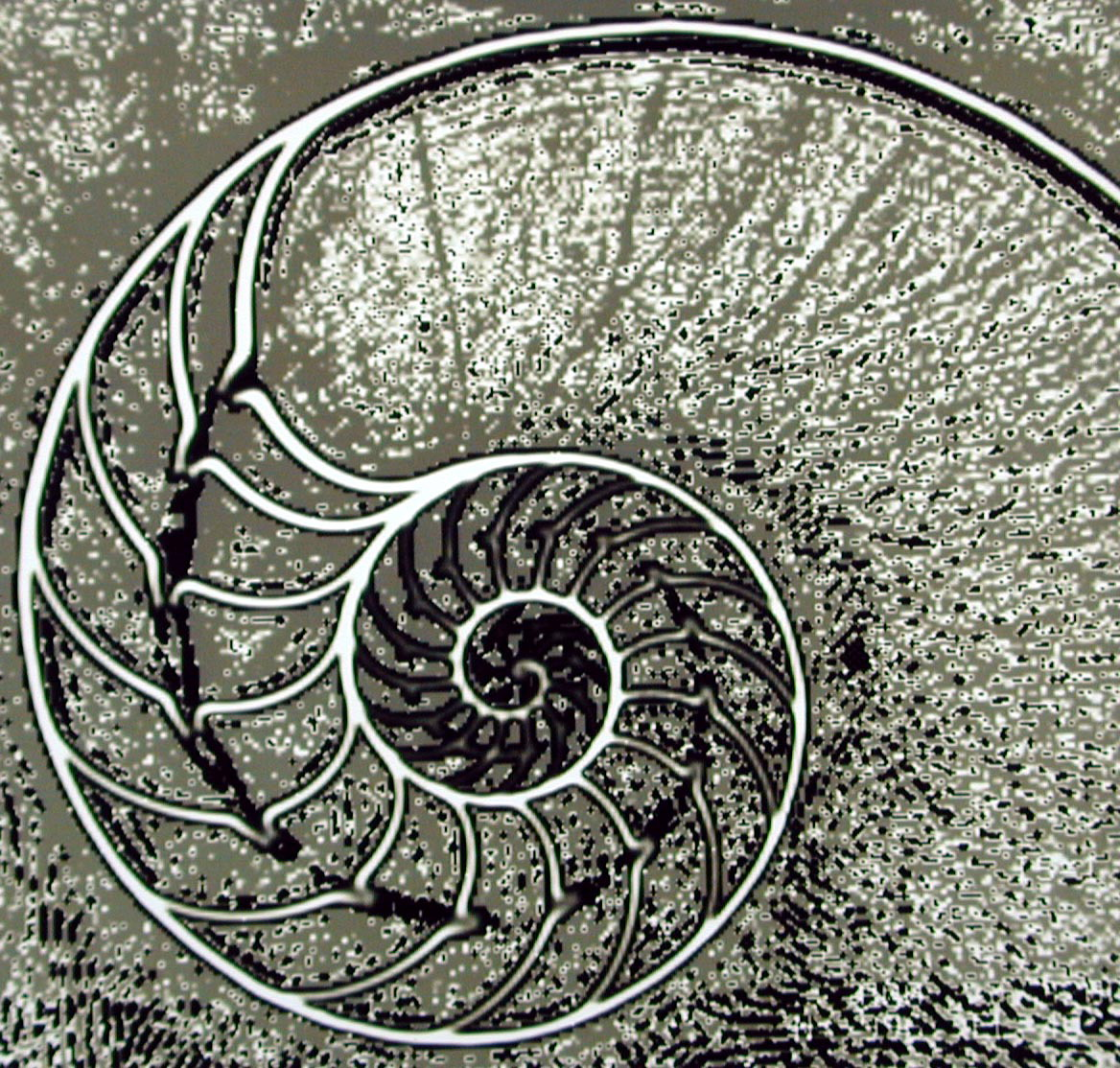
Image de nautile de profil en scanographie.
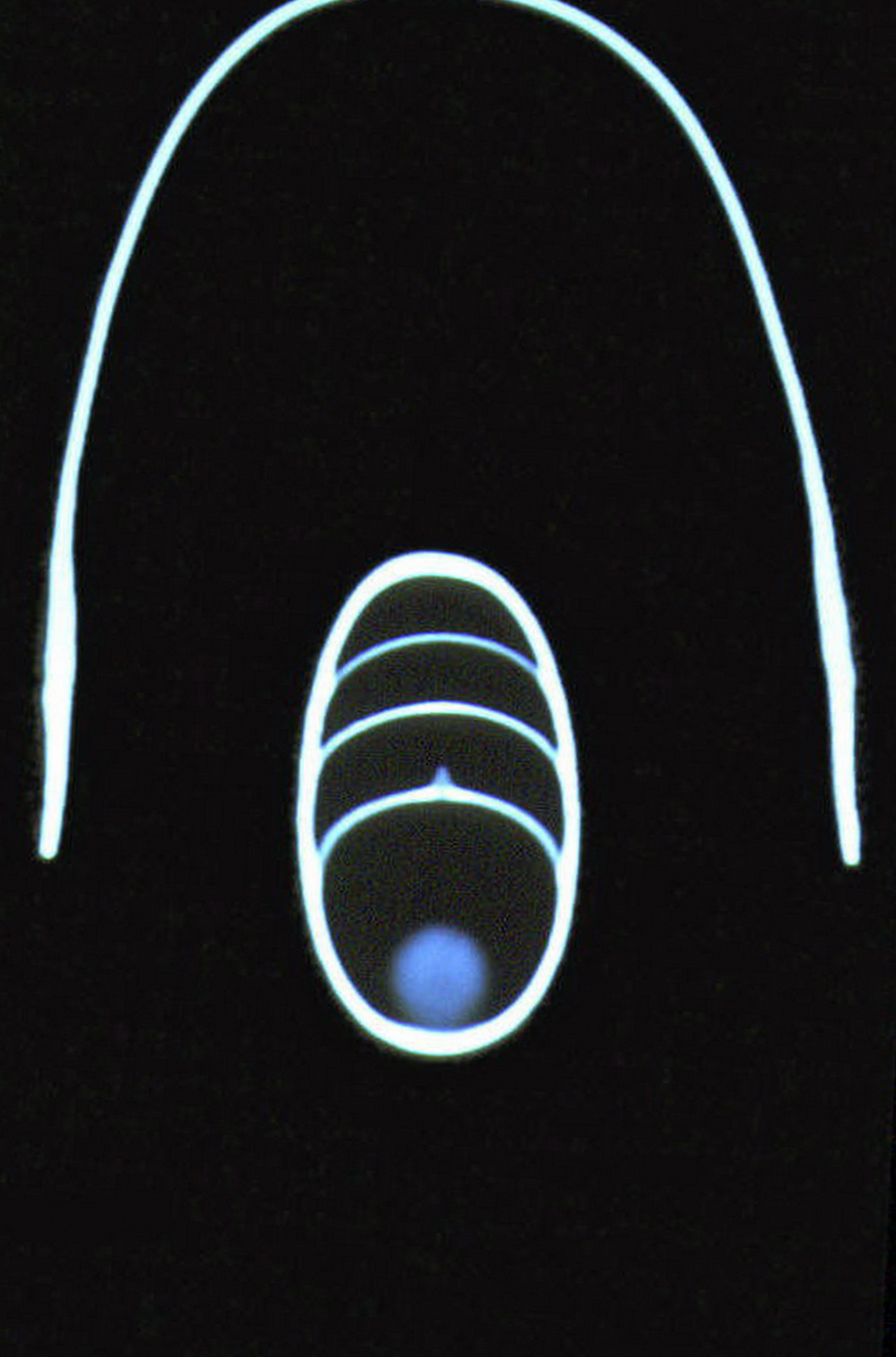
Image de nautile en scanographie axiale.
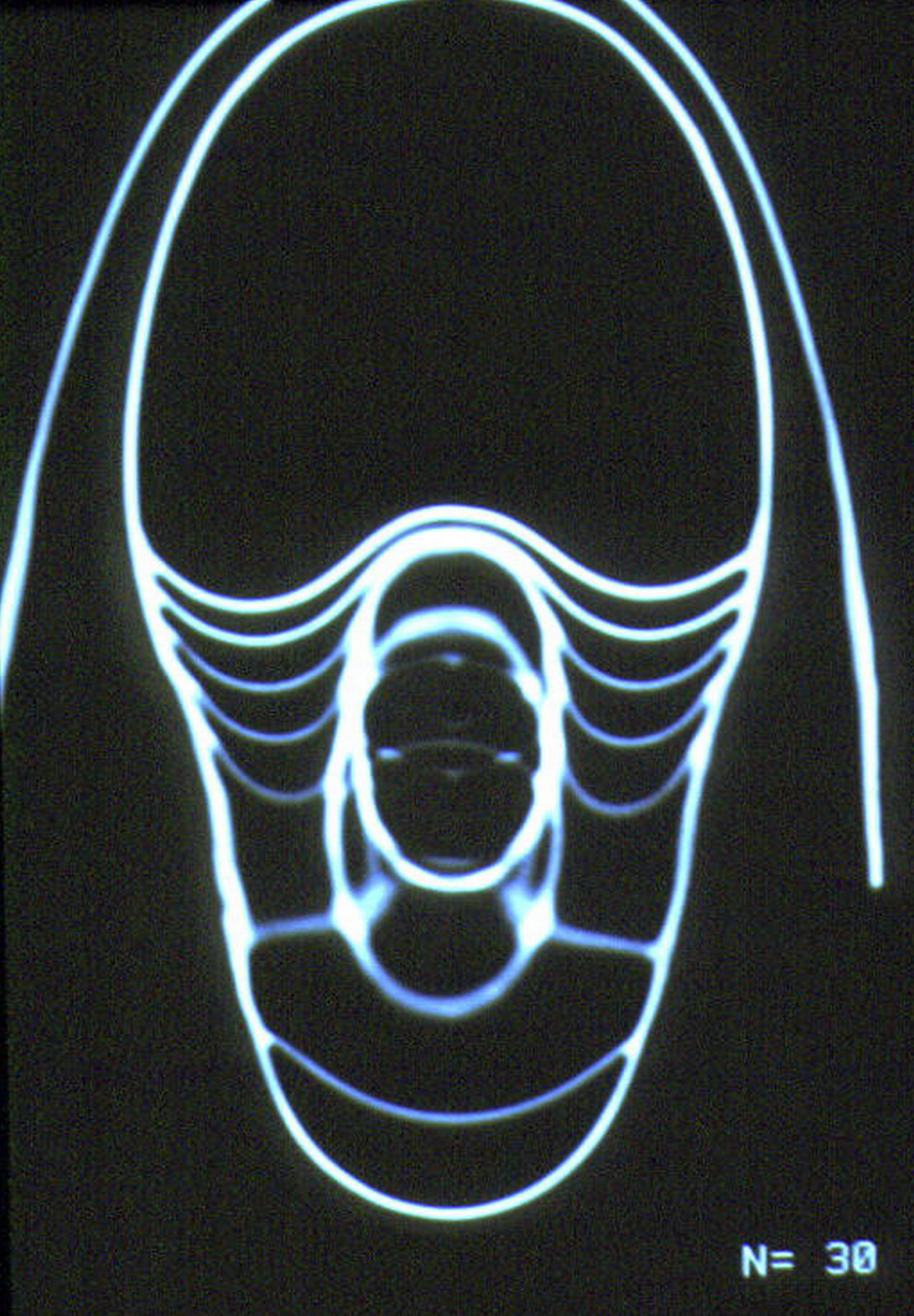
Image de nautile en scanographie axiale.
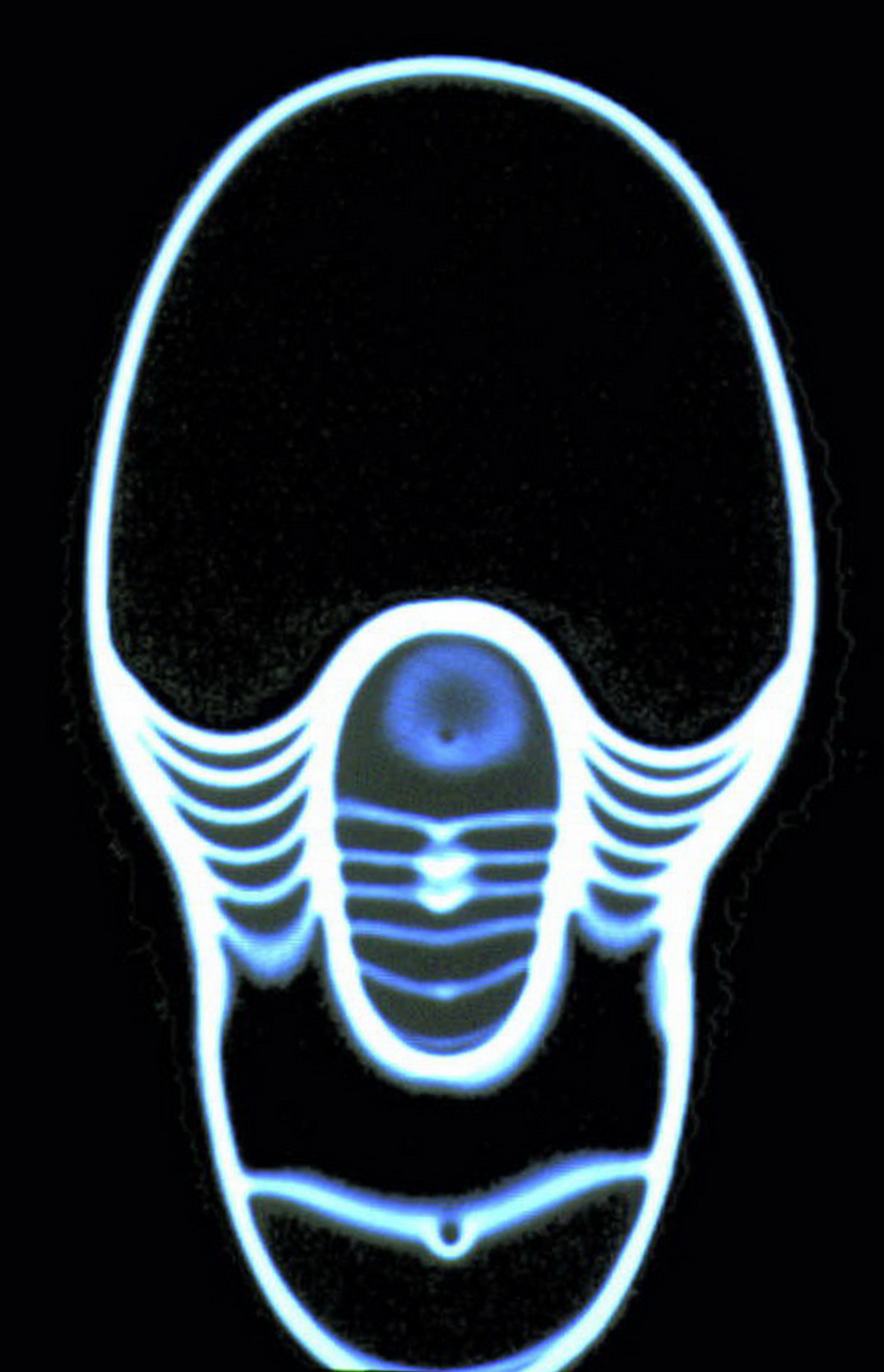
Image de nautile en scanographie axiale.